# Якутская телебашня
Якутская телебашня (Башня Якутска) — телевизионная и радиовещательная башня, расположенная в Якутске, в Республике Саха (Якутия), высотой 225,875 м, введена в эксплуатацию в октябре 1982 г. Телевизионная башня находится в хозяйственном ведении Российская телевизионная и радиовещательная сеть (обособленное подразделение в регионе - филиал РТРС «Радиотелевизионный передающий центр Республики Саха (Якутия)»). На высоте 225,86 метров находится её последняя платформа.
Является седьмой по высоте телебашней в России и самой высокой телебашней в Сибири, а также самой высокой конструкцией стоящей на вечной мерзлоте.
Телевышку монтировал экипаж тюменьских вертолетчиков во главе Николаем Николаевичем Бабинцевым на МИ-10К.
Сегменты конструкции вышки собирали на ипподроме. Работы длились 5 дней.
15 марта 2018 года телебашня получила подсветку.

## История

### 1980-е годы
Телевышку монтировал экипаж тюменьских вертолетчиков во главе Николаем Николаевичем Бабинцевым на МИ-10К. Сегменты конструкции вышки собирали на ипподроме. Работы длились 5 дней.
Башня представляет собой пространственную решетчатую металлическую конструкцию. Башня собрана из 31 секций, стыкованных через фланцевые соединения на болтах нормальной точности. Элементы решетки башни в отметках 0,000 – 198,875 выполнены из бесшовных горячекатаных труб. Раскосы в отметках 198,875-205,625 и 212,375-219,125 выполнены из спаренных равнополочных уголков, образующих квадратное сечение. Пояса и распорки в отметках +198,975-225,875 выполнены из бесшовных горячедеформированных труб.
Фундамент башни-свайный, Верхний обрез фундаментов находится на 1200мм выше уровня земли. Расстояние между осями фундаментов- 31,000х31,000м. Габариты ростверков 3,200х3,200м, кроме ростверка по осям 1/А. Габариты ростверка по осям 1/А в плане 4,100х4,100м.
Высота объекта относительно уровня земли: 225,875 м

### 2000-е годы
Антенно-мачтовое сооружение (АМС) Н=225м, имеет дневную маркировку и светоограждение в соответствии требований п.3.4, п.3.13, п.4.52 и п.4.53 Федеральных авиационных правил «Требования, предъявляемые к аэродромам, предназначенных для взлета, посадки, руления и стоянки воздушных судов» утвержденные Министерством транспорта РФ от 25.08.2015 №262.
15 марта 2018 года - на башне был выполнен запуск Архитектурно-художественная подсветка АМС в г. Якутске.
Концепция подсветки предусматривает установку на телебашню 3-х видов светового оборудования:
1.  Светодиодные прожекторы (заливное освещение тела башни)
2.  Светодиодные тюбы (контурное освещение площадок обслуживания)
3.  Светодиодные прожекторы типа «Маяк» (отм. +185 м)
Для того чтобы самый высокий объект города в темное время суток превратился в наиболее узнаваемый и современный объект, предлагается уникальная концепция подсветки телебашни.
Основной замысел заключается в том, чтобы разбить башню по высоте на семь зон:
-  отм. 32м-64м, 64м-96м, 96м-128м, 128м-151м, 151м-185м, 185м-225м - тело башни (Светодиодные RGB прожекторы заливного динамического света);
-  отм. 225м- шпиль башни (Светодиодные прожекторы заливного статического света);
-  отм. 128м, 151м, 185м, 225м - зона смотровых площадок (Динамическое контурное освещение светодиодными тюбами);
-  отм. 185м - использование светодиодных RGB прожекторов, для создания эффекта типа «Маяк».
На каждой отметке предусмотрена установка светотехнического RGB оборудования для освещения металлической конструкции башни по всей высоте.
С помощью сложной системы контроллеров можно создавать бесчисленное множество светодинамических сцен: переливания, мерцания, сияния и т.д. В дополнение ко всему, в сцене используется применение эффекта маяка (отм. 185м).
Любой красивый объект является центром притяжения внимания и способствует созданию ощущения праздника, а наличие маяка положительно повлияет на имидж всего города!
С помощью данной системы освещения, телебашня превратится в главное украшение города и будет радовать глаз тысяч горожан и туристов.
С 2020 года появилась услуга заказа индивидуальной подсветки телебашни на личные и корпоративные праздники.